# Eades (Ontario)
Eades est une localité canadienne non constituée en municipalité située dans le territoire non organisé de Cochrane, Unorganized, North Part dans le district de Cochrane dans la province de l'Ontario.

## Annexe